# Ён Хён Мук
Ён Хён Мук (кор. 연형묵, 연亨默, Yeon Hyeongmuk, Yŏn Hyŏngmuk; 3 ноября 1931, Округ Кёнвон, Хамгён-Пукто, Японская Корея — 22 октября 2005, КНДР) — северокорейский политический и государственный деятель, Председатель Административного совета КНДР (11 декабря 1988 — 11 декабря 1992). Герой Труда КНДР.

## Биография
Родился в семье с революционными традициями. Сын партизана, сражавшегося против японского колониального господства в Корее. Получил начальное образование, работал сельскохозяйственным рабочим.
В 1950-х годах обучался в Чехословакии. К 1950-м годам прочно утвердился в иерархии Трудовой партии Кореи. Видный деятель партии, которая после окончания войны в Корее в 1953 году стала высшей правительственной партией в КНДР.
После возвращения на родину — на партийной работе. Пережил многочисленные «чистки», организованные Ким Ир Сеном. В 1967 году был избран депутатом Верховного народного собрания КНДР. В 1968 году — один из его самых надежных соратников Кима, стал секретарём ЦК Трудовой партии Кореи. В том же году назначен заместителем министра, министром тяжёлой промышленности, что укрепило его роль в военном секторе КНДР. Отвечал за управление оборонной промышленностью.
С 1975 года последовательно занимал посты заместителя премьер-министра, первого заместителя премьер-министра и Председателя Административного совета КНДР (1988—1992).
К середине 1980-х считался четвертым по влиятельности человеком в Северной Корее после Ким Ир Сена, Ким Чен Ира и маршала-ветерана и министра обороны О Джин У.
В сентябре 1990 года будучи премьер-министром Северной Кореи Ён Хён Мук и премьер-министр Южной Кореи Кан Ён Хун провели первые межкорейские переговоры в Сеуле. Он подписал множество важных межкорейских соглашений, в том числе декларацию 1992 года о денуклеаризации Корейского полуострова. До конца 1990-х годов был главной фигурой, стоящей за усилиями по примирению двух Корей.
В 1992 году был снят с занимаемых постов в связи с продовольственным кризисом в стране и отправлен в провинцию Чагандо, где возглавил местную партийную организацию. Позже вернулся в Пхеньян, где назначен на пост в Комиссии по обороне ТПК.
В 1998 году Ён Хён Мук был членом Комиссии национальной обороны КНДР, в сентябре 2003 года был избран заместителем председателя Комиссии, заняв третье место после верховного лидера Северной Кореи Ким Чен Ира и первого заместителя председателя Комиссии национальной обороны Чжао Минглу.
В последние годы страдал от рака поджелудочной железы и безуспешно лечился в России.
По слухам, он был убит по указанию Ким Чен Ира за открытую критику политики лидера в связи с плохим экономическим положением Северной Кореи.